# Национальная деревня народов Саратовской области

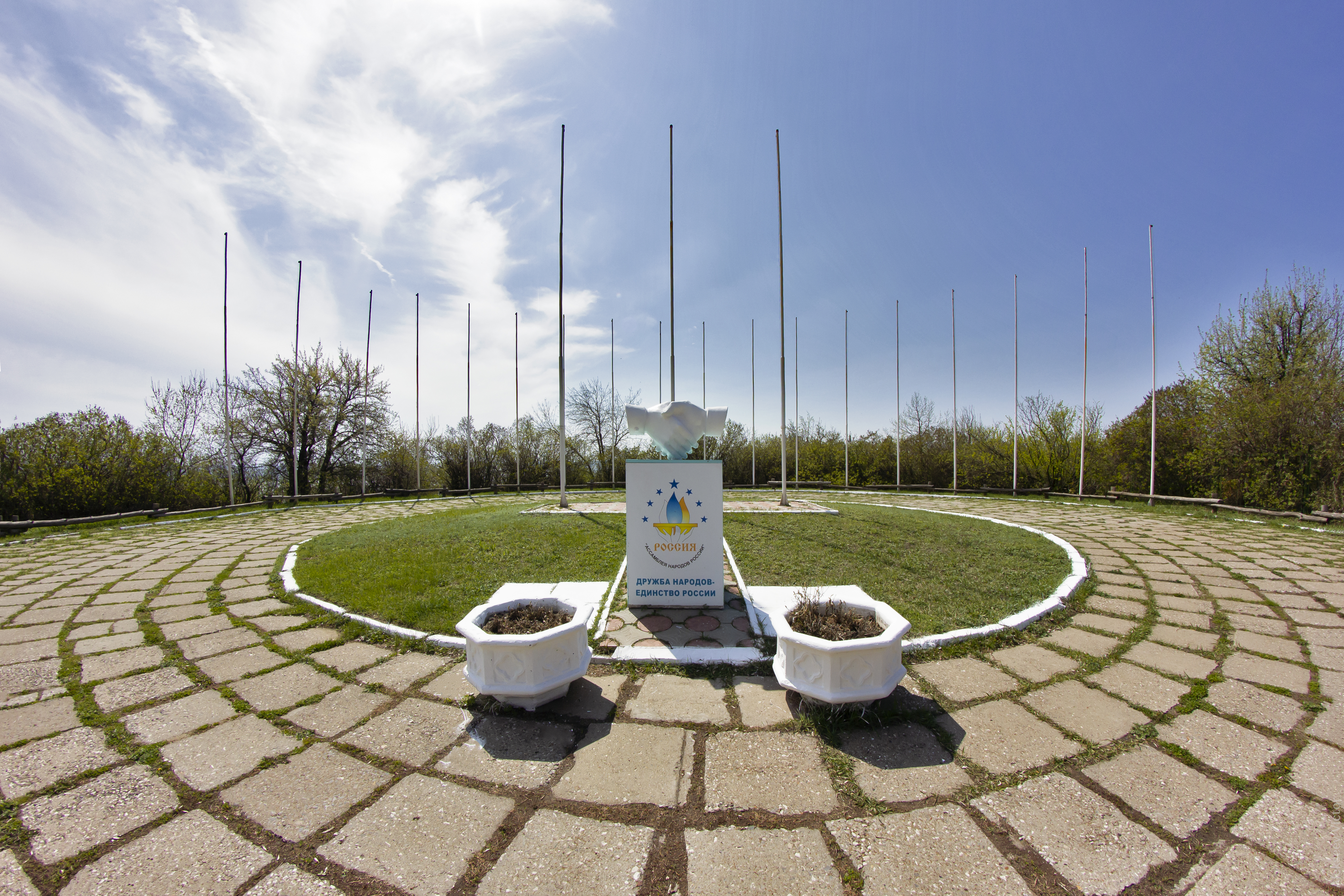
Знак дружбы народов в Национальной деревне

Этнографический комплекс «Национальная деревня народов Саратовской области» — это музей под открытым небом, расположенный в Парке Победы города Саратова, «дает возможность 
познакомиться с национальными бытовыми традициями и обычаями, особенностями домостроительства, узнать о выдающихся людях области».

Целью создания комплекса было особо отметить национальный состав населения Саратовской области, который представлен 135 национальностями (2010 год).

Национальная деревня является местом встреч и проведения культурных мероприятий, концертов, национальных праздников, и т. д. Для этого имеется специальная площадка со сценой.

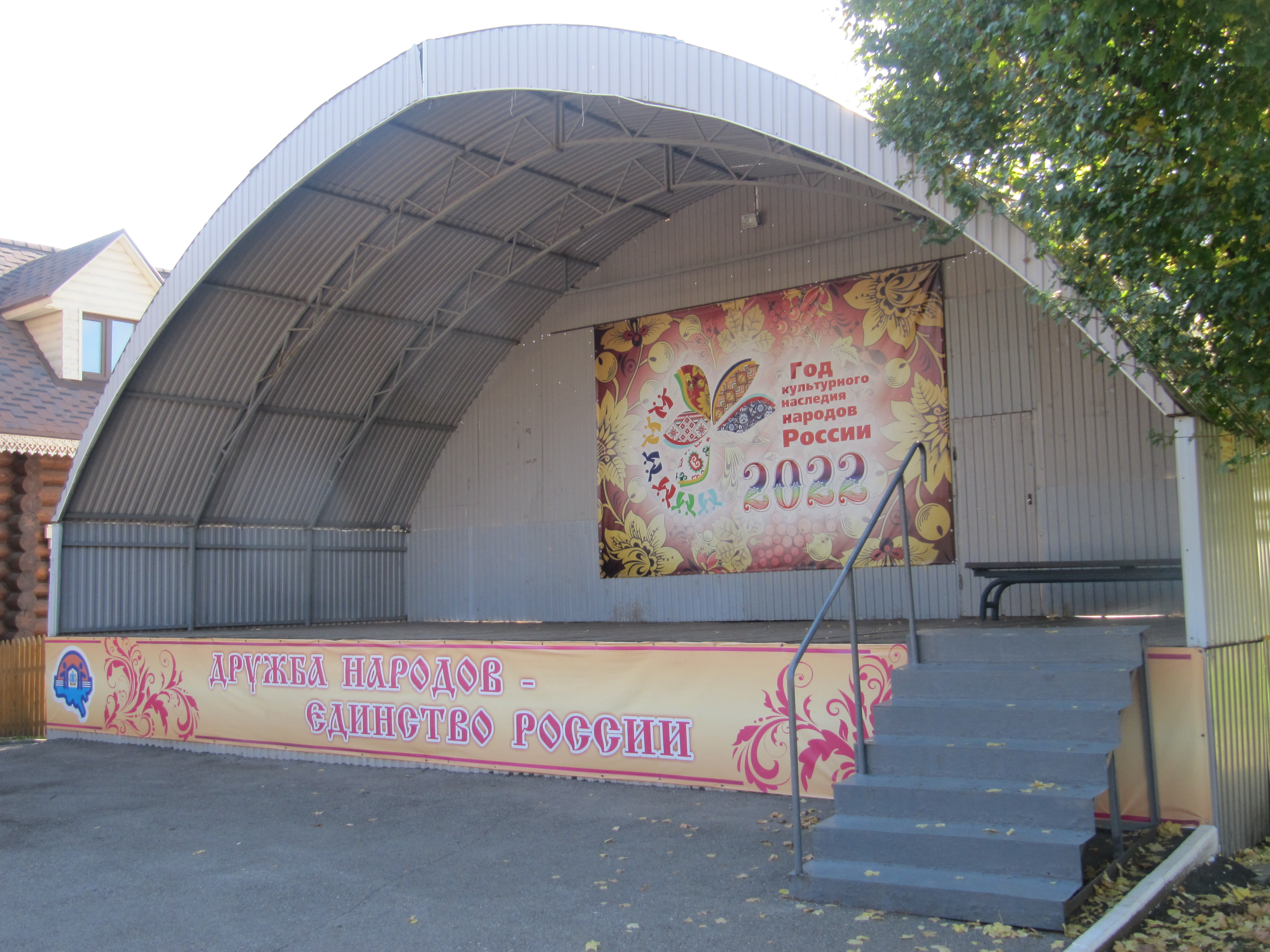
Сцена 2022

В праздничные дни многие подворья открывают свои двери для гостей. В такие дни есть возможность ознакомиться с внутренним убранством подворья и попробовать национальную кухню. В обычные дни некоторые из подворий открыты и предлагают посетителю национальные блюда.

## История
В 2003 году лидеры национально-культурных объединений региона предложили создать в Парке Победы г. Саратова «Национальную деревню народов Саратовской области» на Соколовой горе, рядом с Государственным музеем боевой славы.

9 мая 2003 года состоялась презентация национальной деревни. В этот день была открыта первая улица. Первоначально было только шесть домов.
В 2006 году строительство приостановили из-за юридических проблем, связанных со статусом национальной деревни.
В 2007 г. строительные работы восстановились, но в связи с кризисом бюджет сократили. 

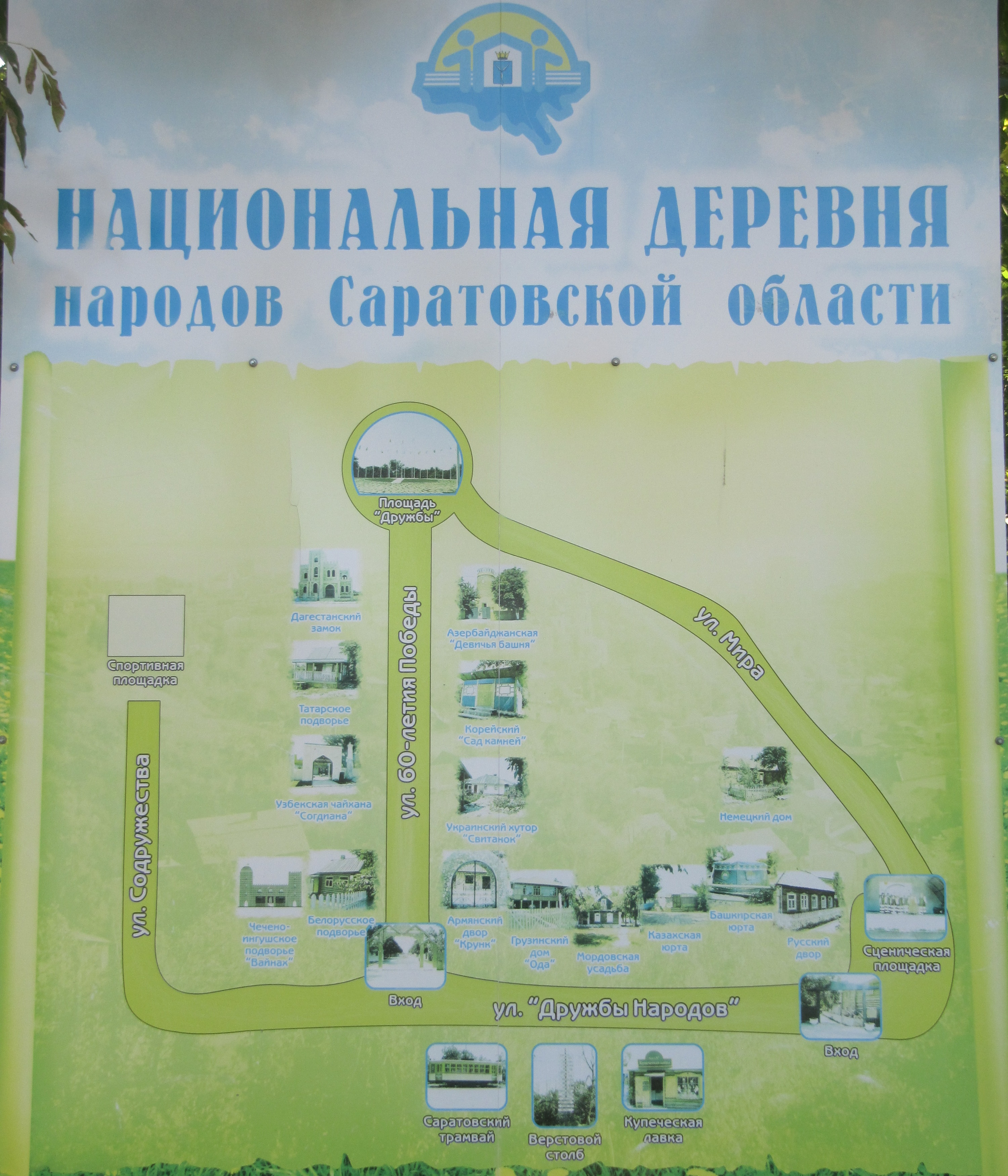
Национальная деревня народов Саратовской области

В 2012 году этнографический комплекс включает 15 национальных подворий, которые расположены на 3 улицах. 

- Русское подворье. Здесь находятся деревенский дом и баня, которые перевезены из Воскресенского района области.
- Башкирская юрта.
- Казахская юрта.
- На Мордовском подворье представлена традиционная мордовская усадьба «Кудо» .
- На Грузинском дворе находится двухэтажный дом «Ода»,
- На Армянском подворье «Хрчит» построен традиционный армянский средневековый крестьянский дом, заложен сад.
- Украинский хутор «Свитанок».
- На Корейском подворье «Корейский сад камней» построена пагода.
- На Азербайджанском дворе находится «Девичья башня», копия подобной башни в Баку. Её высота составляет 16 м.
- Дагестанский «замок». При его строительстве использовался настоящий отделочный камень, привезенный из Дагестана.
- Татарское подворье.
- Узбекский двор представлен узбекской чайханой «Согдиана».
- На Белорусском подворье построена хата.
- Подворье поволжских немцев. Интерьер дома включает экспонаты, привезенные из мест поселения поволжских немцев[3].

«Планируется завершение строительства чечено-ингушского национально-культурного комплекса, чувашского подворья „Ентеш“».
С 2016 года является структурным подразделением МИЭК «Соколовая гора», ныне Саратовский историко-патриотический комплекс «Музей боевой и трудовой славы».
В 2019 году состоялось открытие обновлённого русского подворья — двухэтажного образца монументального строительства, выполненного по проекту Фёдора Осиповича Шехтеля. В одном крыле открыто кафе «Русская кухня», в другом — музей старинного русского быта.

## Фотографии

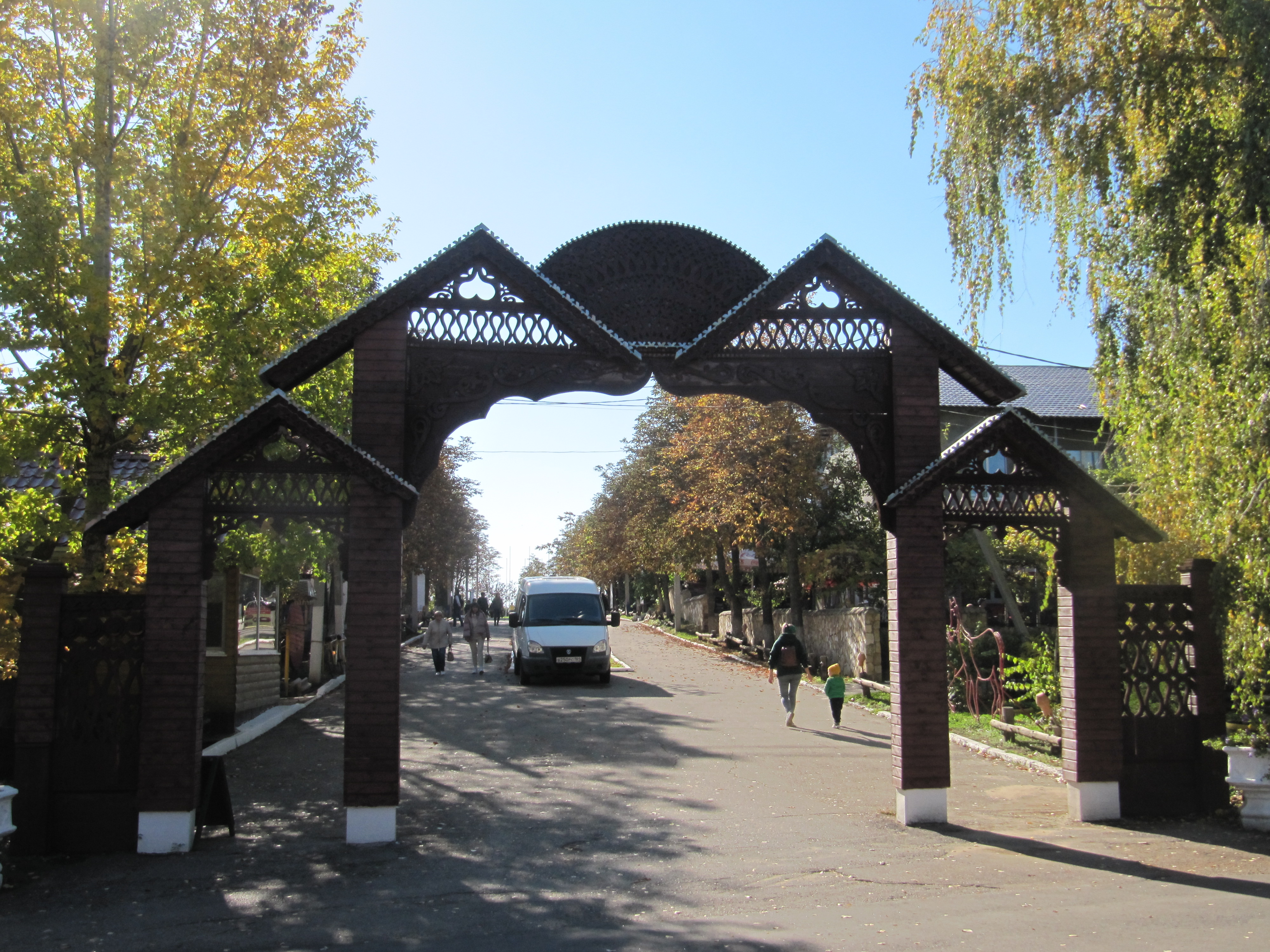
Арка
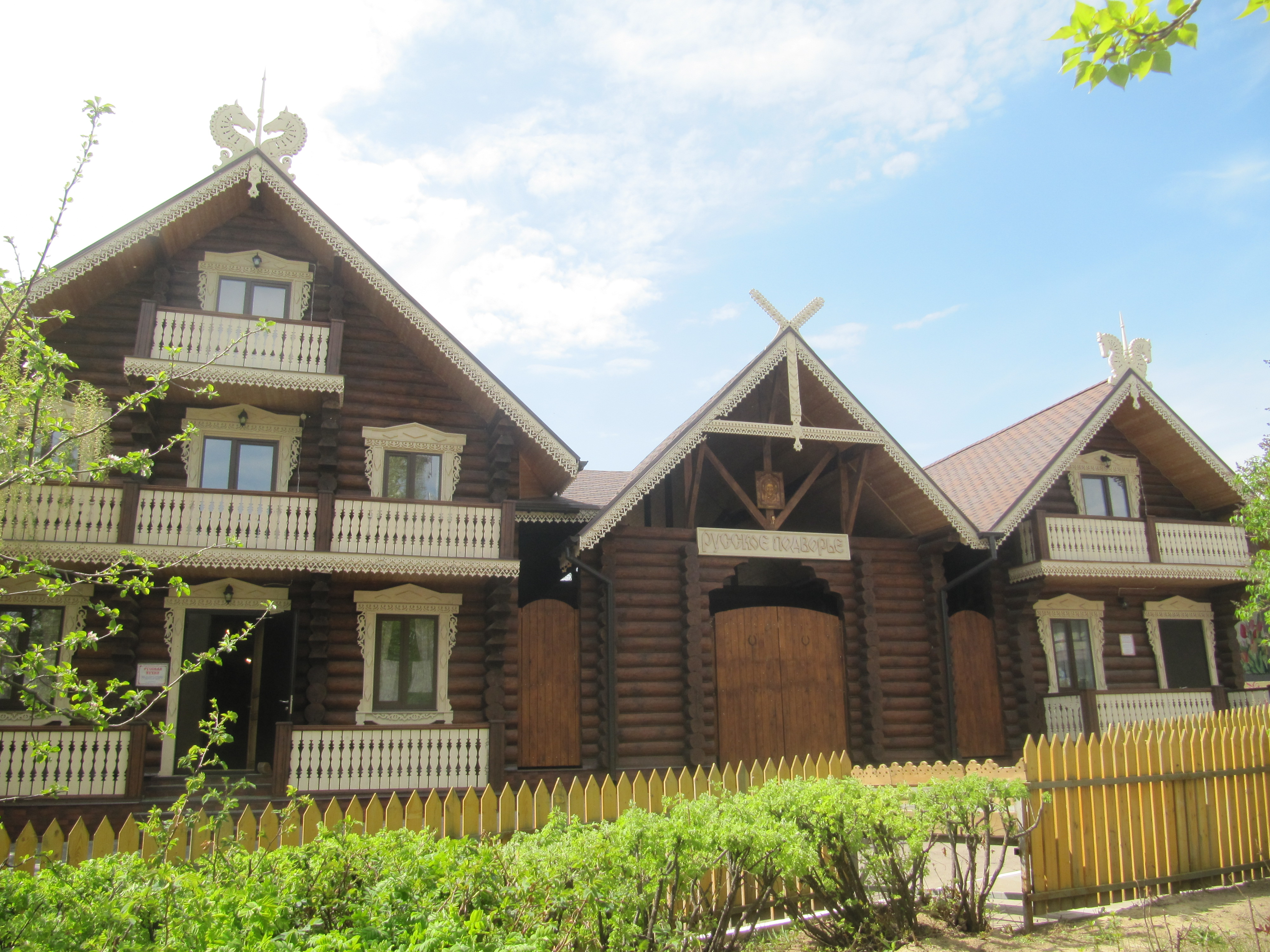
Русское подворье
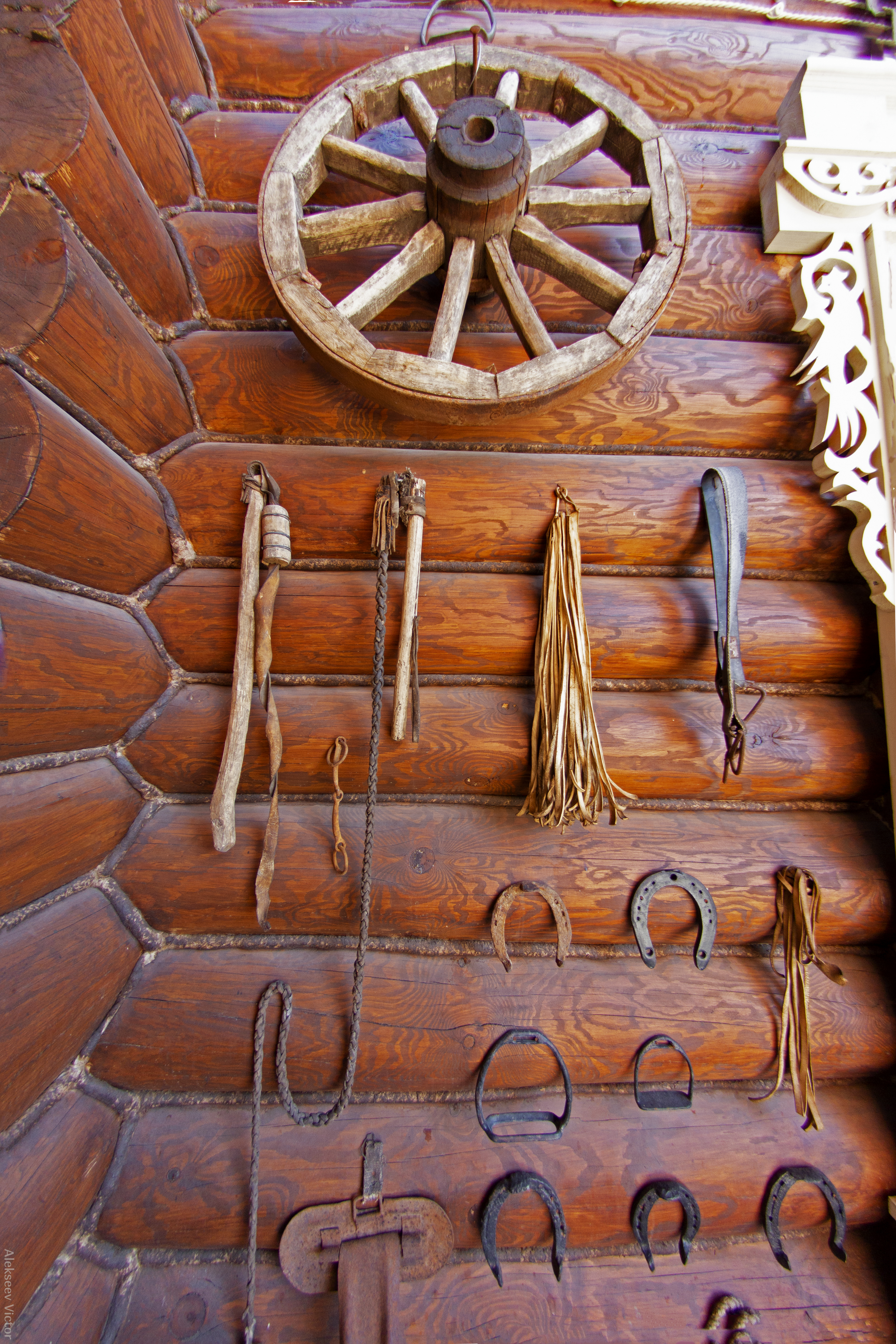
Старинные подковы
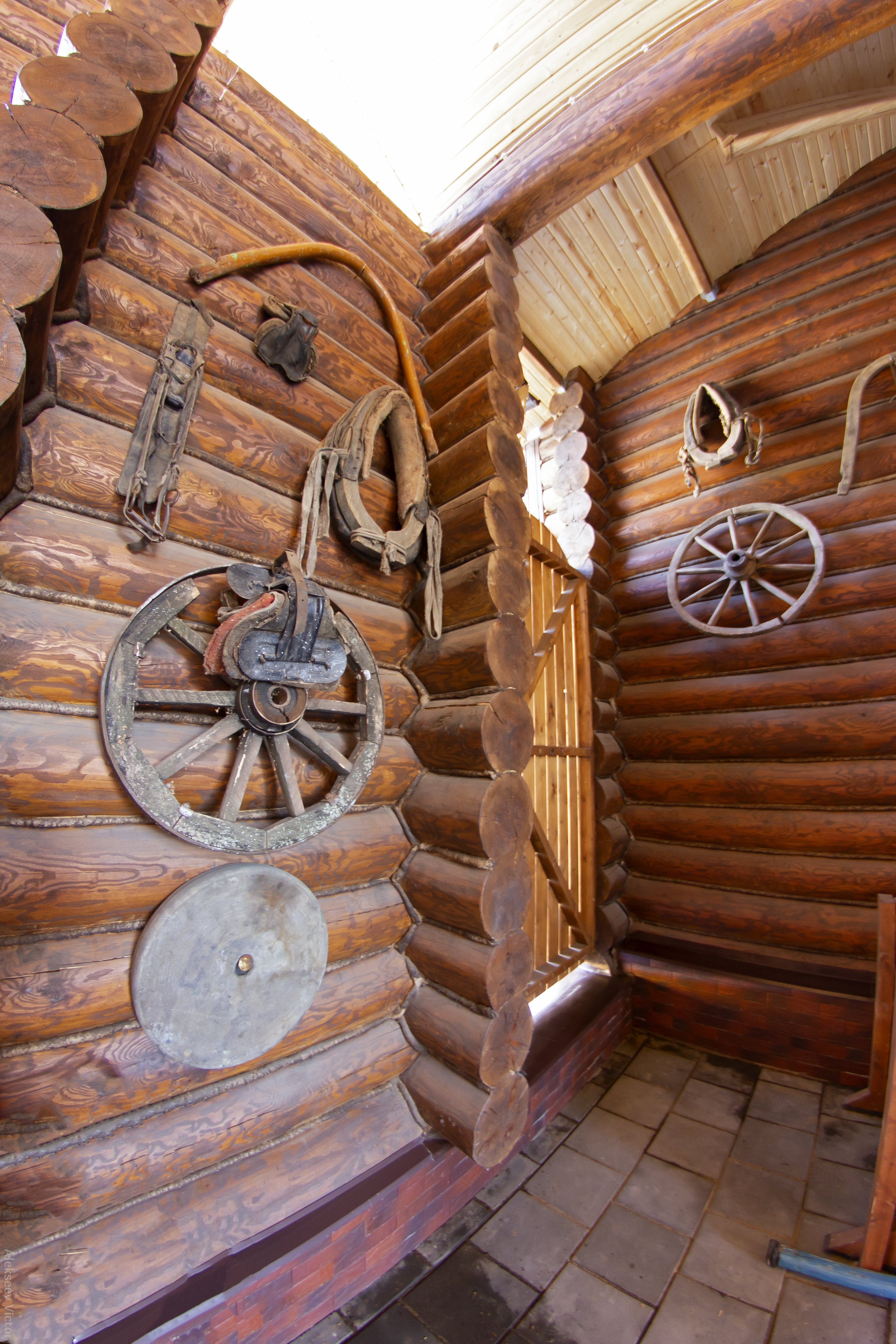
Старинные колеса и упряжь
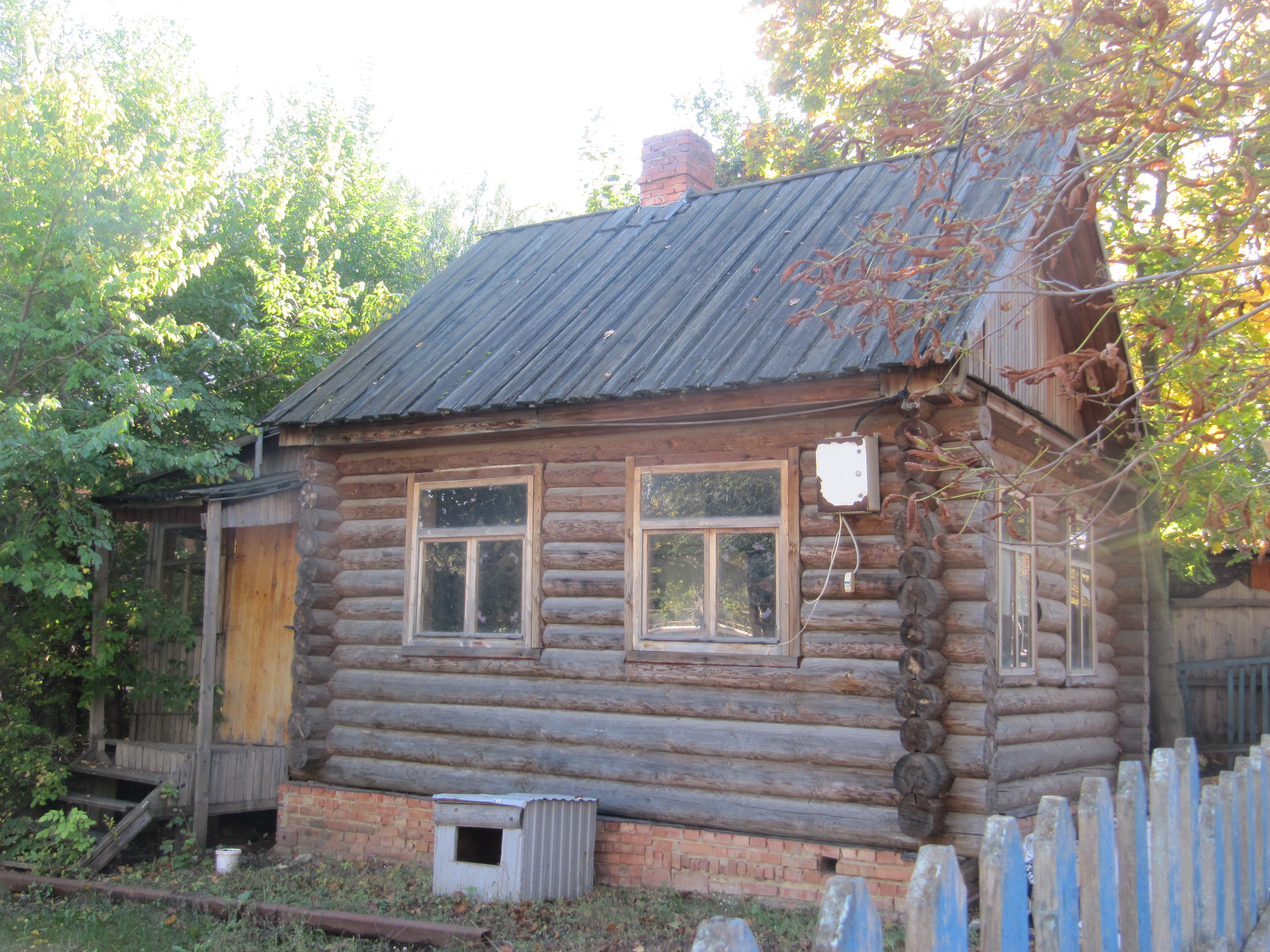
Белорусское подворье
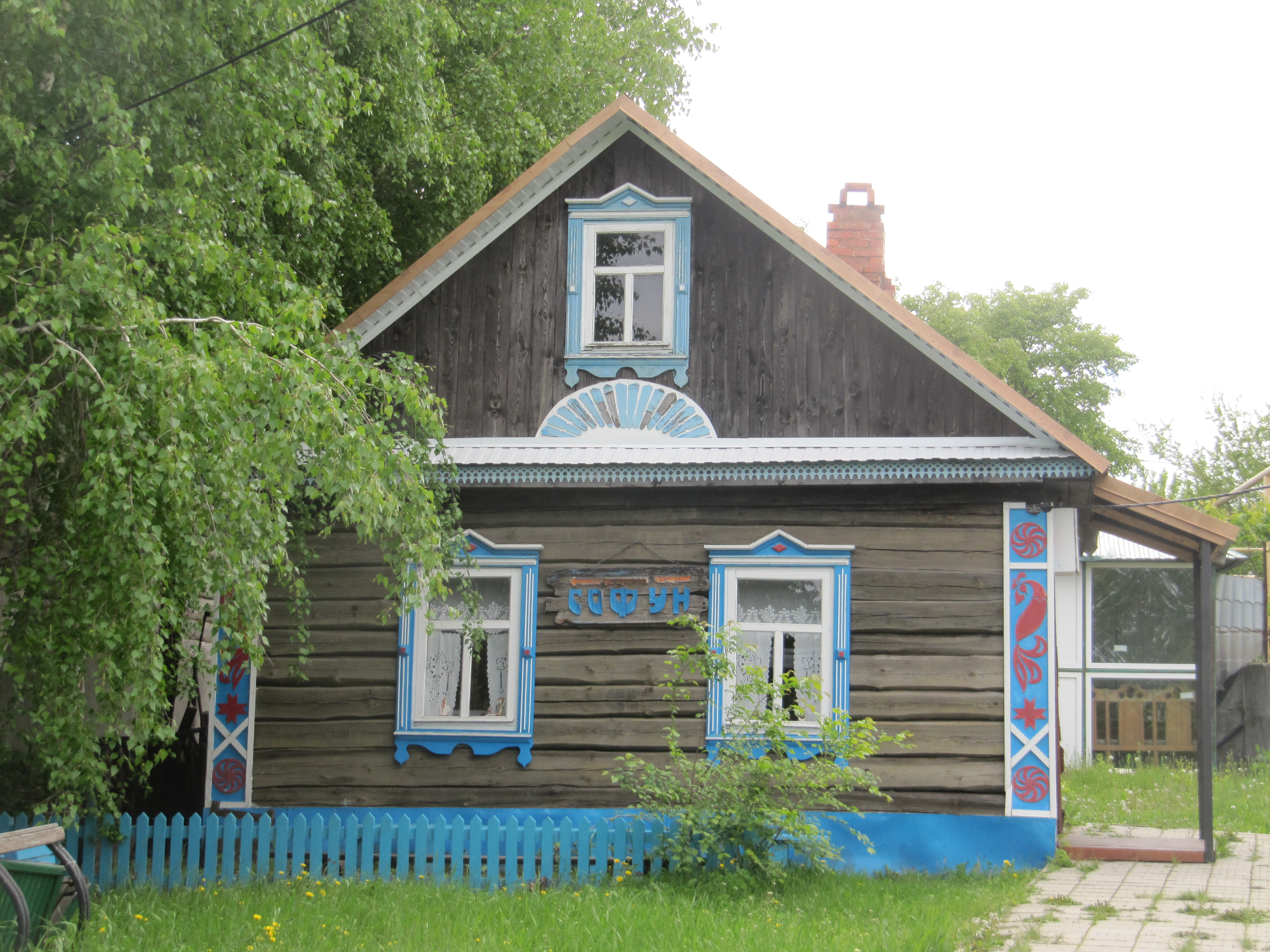
Мордовское подворье
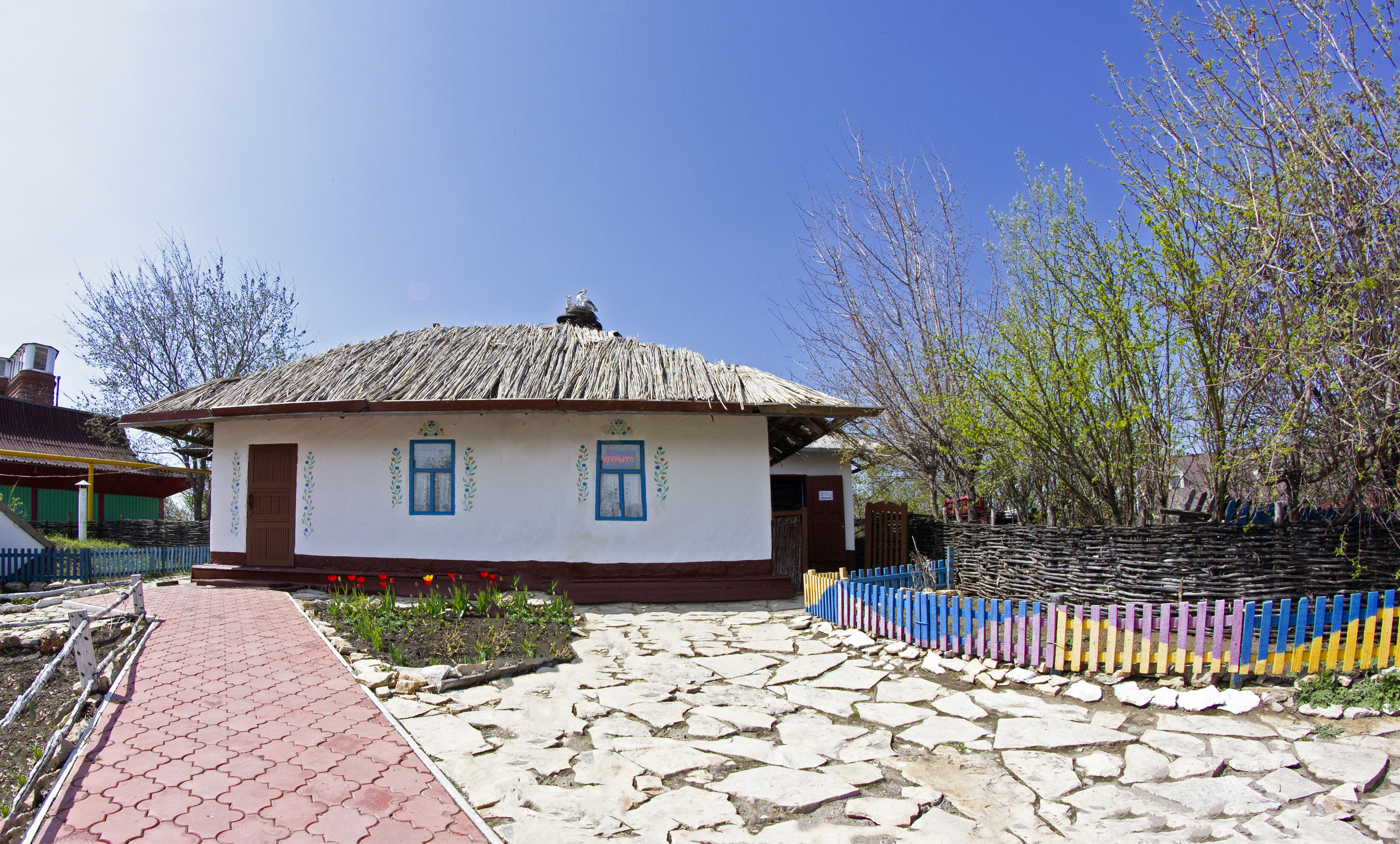
Украинский хутор «Свитанок»
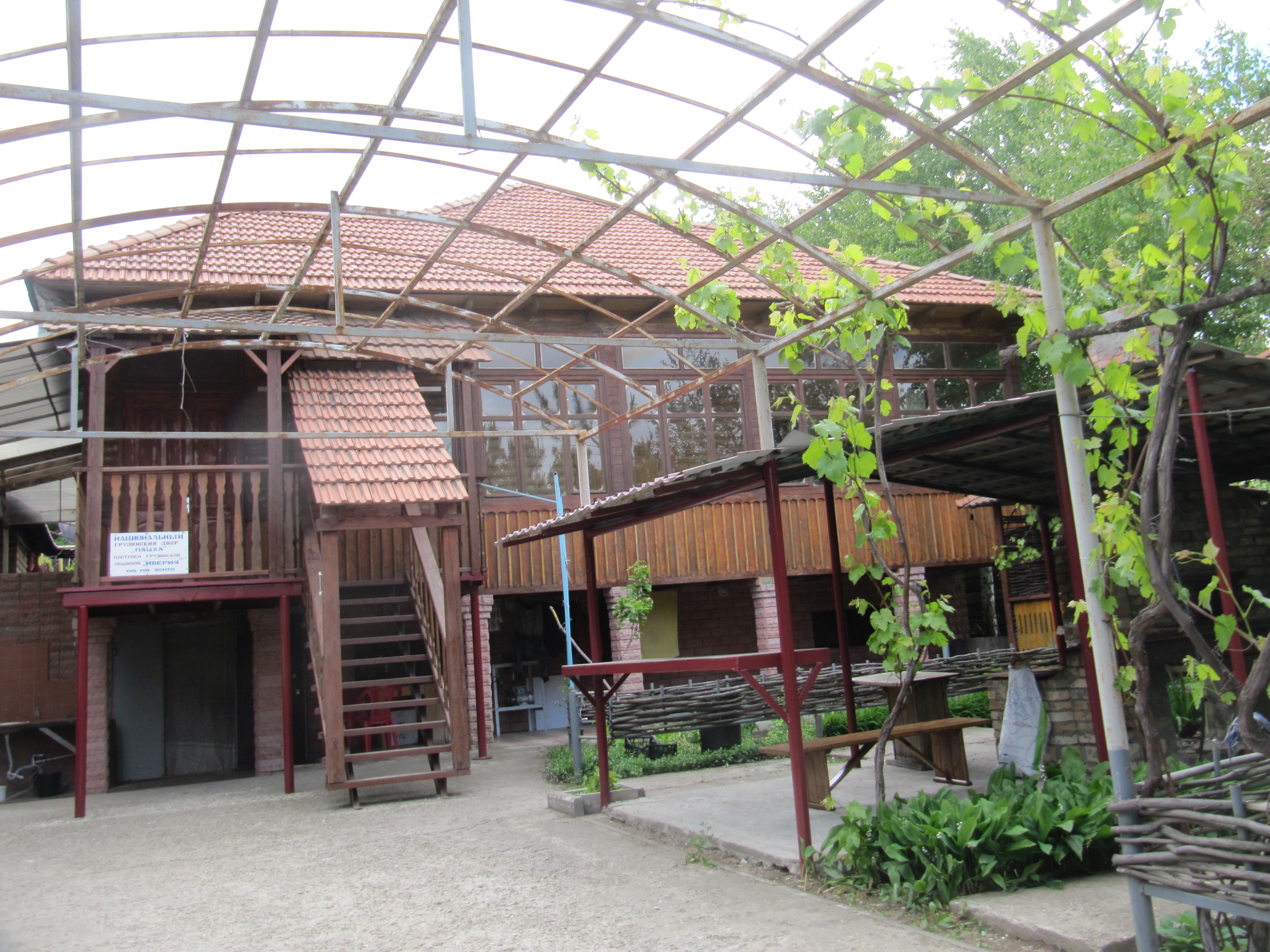
Грузинский двор
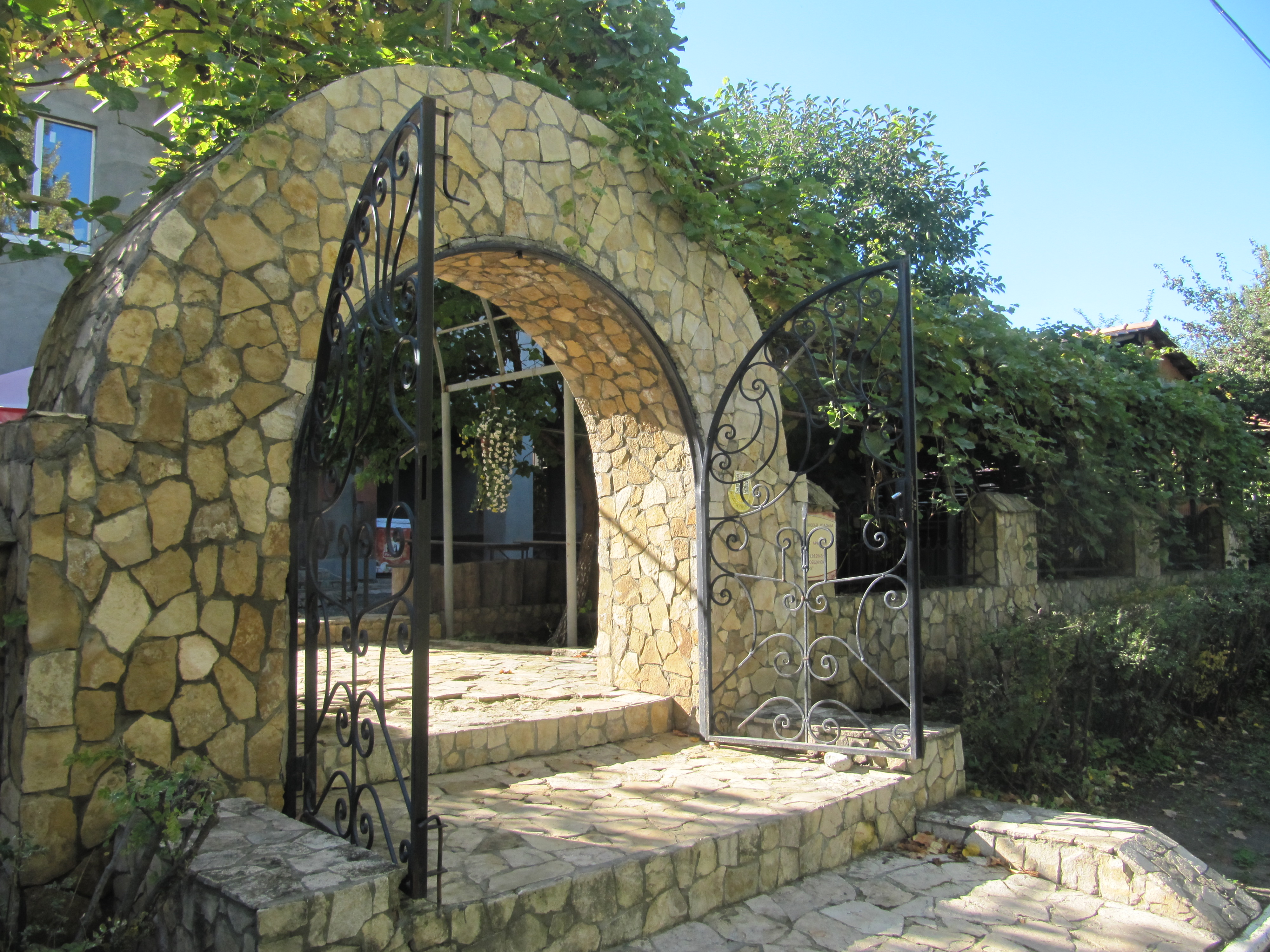
Вход в Армянское подворье
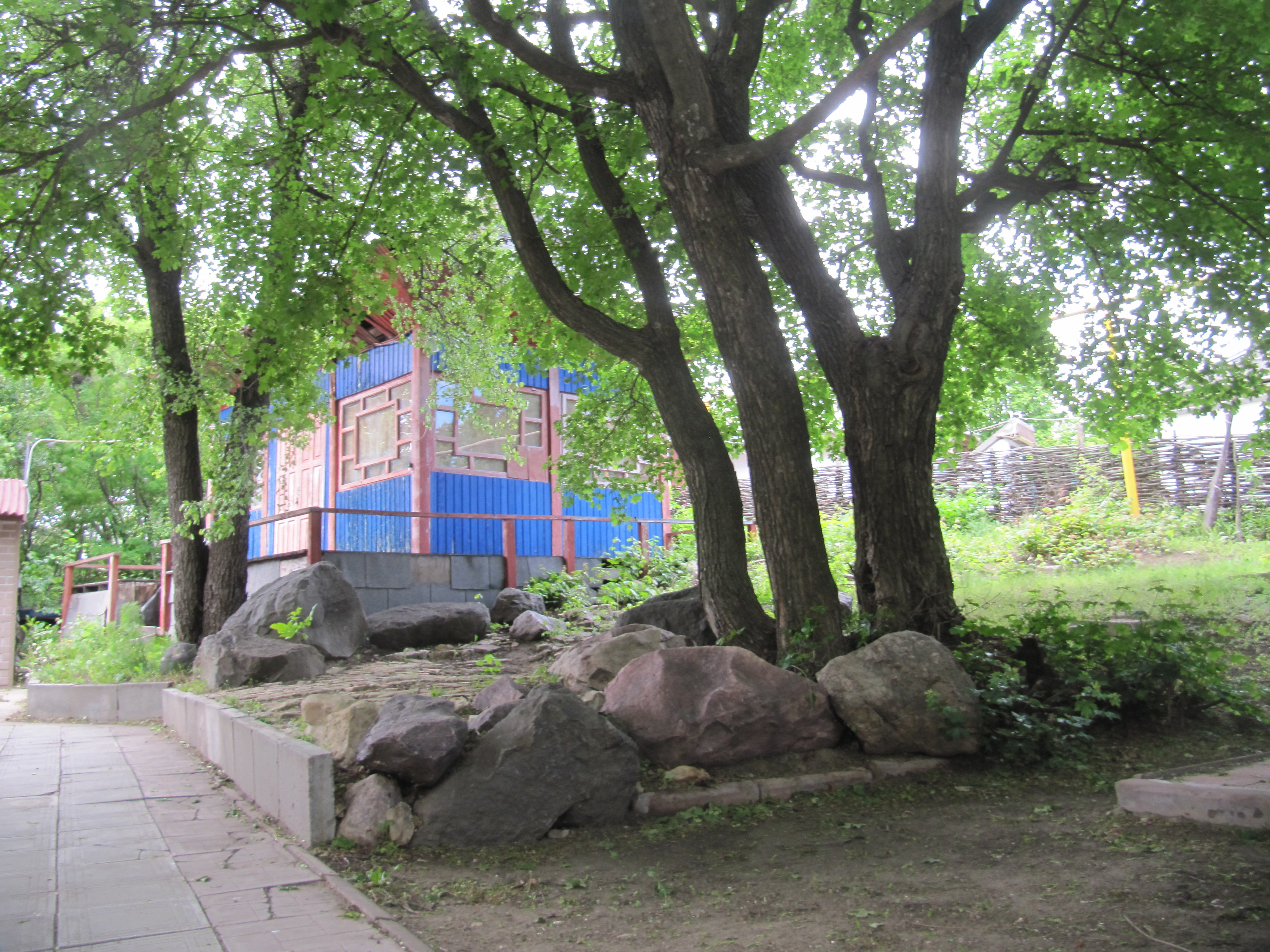
Корейский Сад камней